# Mento
Mento je stil jamajkanske narodne glazbe koji je prethodio i utjecao na ska i reggae glazbu. Instrunemnti tipični za mento su akustični instrumenti poput akustične gitare, bendža, jednostavnih bubnjeva (koji se sviraju rukama) i rhumba kutije, tj. velike mbire u obliku kutije na kojoj se može sjediti prilikom sviranja. Rhumba kutija čini bas sekciju. 

Mento se često miješa s kalipsom, glazbom s Trinidada i Tobaga. Makar dijele mnoge sličnosti, razlikuju se u glazbenoj formi. Razlika je u tome što na Jamajci nedostaju utjecaji španjolske glazbe koji se pojavljuju u ostatku karipskih glazbenih žanrova.

Mento svoju tradiciju vuče od afričkih robova. Također je jak i utjecaj europske glazbe, jer robovi koji su znali svirati su često morali nastupati za svoje gospodare. Postupno su te elemente dodavali svojoj narodnoj glazbi. Riječi mento pjesama govore o svakodnevnom životu, često na humorističan način. Također se spominje siromaštvo, nedostatak smještaja i drugi socijalni problemi, kao i dodirivanje sa seksualnošću što je kasnije našlo mjesta u modernom dancehallu.

Zlatno doba menta je u 1950im, a u 1960im su ga zasjenili ska i reggae. Još uvijek se svira na jamajci, posebno u turističkim područjima.

## Vanjske poveznice
- Mento Music - stranica koja pokriva mnoge aspekte menta
- Jamaican Mento  Arhivirana inačica izvorne stranice od 21. srpnja 2006. (Wayback Machine) - članak o mentu i njegovoj razlici od calypsa